# Gran Premio d'Australia 2019
Il Gran Premio d'Australia 2019 è stata la prima prova della stagione 2019 del campionato mondiale di Formula 1. La corsa, disputatasi domenica 17 marzo 2019 sul circuito di Albert Park a Melbourne, è stata vinta dal finlandese Valtteri Bottas su Mercedes, al suo quarto successo in carriera. Bottas ha preceduto all'arrivo il suo compagno di scuderia, il britannico Lewis Hamilton e l'olandese Max Verstappen su Red Bull Racing-Honda.

## Vigilia

### Aspetti tecnici
Per questa gara, la Pirelli, fornitrice unica degli pneumatici, porta gomme di mescola hard (denominate C2), medium (denominate C3) e soft (denominate C4). Da quest'anno i colori della spalla degli pneumatici sono uguali per ogni gran premio, con il bianco per la mescola più dura, con il giallo per quella media e con il rosso per quella più morbida.
La FIA stabilisce tre zone in cui si può attivare il Drag Reduction System, confermando quanto avvenuto nel 2018: oltre il rettilineo d'arrivo e il tratto di pista tra le curve Jones e Whiteford (curve 2 e 3) — con punto per la determinazione del distacco tra piloti fissato prima della curva 14 — anche il tratto tra la curva 12 e la 13. In questo caso il punto per la determinazione del distacco fra piloti è posto prima della curva 11.
La Red Bull Racing anticipa in questa gara l'esordio del pacchetto di aggiornamenti, che era previsto facesse il suo debutto nel Gran Premio di Cina. La scuderia anglo-austriaca passa, nel biennio 2019-2020, alla motorizzazione della Honda, in luogo della Renault (anche se le power unit erano rimarchiate, per motivi di sponsor, TAG Heuer).
I motori Mercedes, a disposizione della Racing Point, sono ribattezzati "BWT Mercedes", dal nome dello sponsor austriaco.

### Aspetti sportivi
Alla vigilia del Gran Premio del Belgio 2018 la scuderia Force India, dopo essere stata messa in amministrazione controllata, venne ceduta a un gruppo di investitori. La FIA decise di escludere la Sahara Force India dal campionato, in forza dell'articolo 8.2 del regolamento sportivo. Il team, da quel momento, partecipò al campionato col nome di Racing Point Force India F1 Team, correndo con licenza britannica, ma perse tutti i punti conquistati con la vecchia denominazione, al contrario dei piloti che invece li conservarono. Per il 2019 la scuderia ha modificato il suo nome in Racing Point.
Il 1º febbraio 2019, la Sauber cambia denominazione da Sauber F1 Team in Alfa Romeo Racing rafforzando la partnership tecnica e commerciale con la casa di Arese già iniziata nella stagione 2018.
L'australiano Daniel Ricciardo passa dalla Red Bull Racing alla Renault F1. La casa anglo-austriaca promuove dalla Scuderia Toro Rosso il pilota francese Pierre Gasly. La Scuderia Toro Rosso annuncia il ritorno, quale pilota titolare, in sostituzione di Gasly, del russo Daniil Kvjat. Il pilota aveva già corso per la scuderia italiana nel 2014 e, dopo un periodo in Red Bull, tra il 2016 e il 2017. Era stato poi ingaggiato quale pilota di sviluppo dalla Ferrari. L'altro pilota della casa italiana è un esordiente, il pilota Alexander Albon, il secondo, nella storia del mondiale con passaporto della Thailandia, dopo il principe Bira, che corse tra il 1950 e il 1954. Albon ha corso nelle due stagioni precedenti in Formula 2. Ha scelto come numero di gara il 23, in onore di Valentino Rossi. Tale numero mancava in F1 dal Gran Premio del Brasile 2013, quando era stato utilizzato dall'allora pilota della Marussia, Max Chilton.
Il pilota spagnolo della McLaren, Fernando Alonso, ha annunciato il suo ritiro dalla F1, al termine della stagione 2018, anche se rimarrà come collaudatore e consigliere della scuderia per il 2019. Il suo posto, nel team britannico, è preso dal suo connazionale Carlos Sainz Jr., che arriva dalla Renault. L'altro pilota della McLaren è l'esordiente Lando Norris, pilota impegnato in Formula 2, che prende il posto di Stoffel Vandoorne. Norris ha scelto quale numero il 4, utilizzato per l'ultima volta nel Gran Premio di Russia 2014 sempre da Max Chilton.
La Ferrari decide di affiancare, dalla stagione 2019, al pilota tedesco Sebastian Vettel il monegasco Charles Leclerc, nel 2018 in Sauber, sostituendo in tal modo il finlandese Kimi Räikkönen, che firma un biennale con la stessa scuderia svizzera, con cui ha debuttato in Formula 1 nel 2001. A far coppia con Räikkönen all'Alfa Romeo, è Antonio Giovinazzi. L'italiano ha già corso due gare in F1, con la scuderia elvetica, nel 2017. È il primo pilota italiano a correre, quale pilota titolare, dalla stagione 2011. Giovinazzi utilizza il numero 99, usato per l'ultima volta nel Gran Premio di Abu Dhabi 2014 dall'allora pilota della Sauber, Adrian Sutil.
La Williams annuncia l'ingaggio del britannico George Russell (vincitore del campionato di Formula 2 2018) quale pilota titolare per la stagione 2019. Il britannico sceglie, quale suo numero di gara, il 63, impiegato per l'ultima occasione nel mondiale di F1 nelle qualifiche della 500 Miglia di Indianapolis 1953 dall'allora pilota della Moore, Danny Oakes. Russell affianca Robert Kubica, che era pilota di riserva nel 2018, nella stessa scuderia britannica. Kubica ha corso 76 gran premi nella massima formula, tra il 2006 e il 2010, cogliendo una vittoria e 12 podi. La sua carriera venne interrotta dall'incidente patito nel Rally Ronde di Andora il 6 febbraio 2011. Il polacco riporta in gara il numero 88, usato per l'ultima volta nel Gran Premio di Germania 2016 dall'allora pilota della Manor, Rio Haryanto.
Alla Racing Point rimane Sergio Pérez, che viene affiancato da Lance Stroll, che arriva dalla Williams in sostituzione di Esteban Ocon.
Lo sponsor principale della Scuderia Ferrari, Mission Winnow, viene posto sotto indagine da autorità australiane, in quanto sarebbe una forma indiretta di pubblicità al tabacco. La scuderia, infatti, viene iscritta all'evento col solo nome di "Scuderia Ferrari". A causa di ciò, il team presenta per questa gara una livrea modificata, in cui spicca un logo che festeggia i novant'anni della casa costruttrice. Anche la McLaren rimuove lo sponsor A Better Tomorrow, riferibile alla British American Tobacco.
Da questa gara, viene reintrodotta l'assegnazione di un punto al pilota che ottiene il giro più veloce in gara, ma solo se  esso chiude la gara tra i primi dieci classificati. Un punto all'autore del giro più veloce era stato assegnato tra il 1950 e il 1959.
L'ex pilota di Formula 1, lo statunitense Danny Sullivan, è nominato commissario aggiunto per la gara. Ha svolto tale funzione anche in passato, l'ultima al Gran Premio d'Italia 2018.
Per la prima volta, la stagione viene lanciata da un evento di presentazione, a cui partecipano tutti i piloti, tenuto presso la Federation Square di Melbourne. L'evento si svolge il 13 marzo.
Il giovedì prima della gara muore, a Melbourne, per un'embolia polmonare, Charlie Whiting, direttore di corsa permanente per la Formula 1. La Federazione Internazionale dell'Automobile nomina, almeno per questa gara, quale suo successore, Michael Masi. Masi era stato nominato direttore di corsa per la Formula 2 e la Formula 3 internazionale.

## Prove

### Resoconto
Lewis Hamilton è il più veloce nella prima sessione di prove libere. Il campione del mondo, che ha ottenuto un tempo di mezzo secondo rispetto al tempo del 2018, ha preceduto le due Ferrari. Vettel ha chiuso con 38 millesimi di ritardo, mentre Charles Leclerc è stato distanziato di 36 millesimi dal compagno di team.
L'altro pilota della Mercedes, Bottas, ha chiuso col quinto tempo, alle spalle di Max Verstappen. Il finlandese è stato autore anche di un fuori pista, senza conseguenze. La prima bandiera rossa della stagione è stata invece causata da un incidente per Alexander Albon, della Scuderia Toro Rosso, finito contro le barriere alla curva 2. Il thailandese ha perso l'ala anteriore, riuscendo comunque a rientrare ai box con la sua monoposto autonomamente. Nico Hülkenberg, che ha chiuso col decimo tempo, ha affrontato la pista solo nella parte finale della sessione, a causa di problemi tecnici alla sua vettura.
Hamilton si ripete anche nella seconda sessione, in cui ottiene un tempo di oltre un secondo più basso di quello ottenuto in questa sessione, nella precedente stagione. Il britannico ha preceduto il compagno di scuderia, Valtteri Bottas, staccato di 48 millesimi. Al terzo posto si è piazzato Max Verstappen, staccato però di 8 decimi dal tempo di Hamilton. L'olandese ha preceduto il suo compagno di team della Red Bull Racing, Pierre Gasly, che ha subito, nella parte finale della sessione, un calo di potenza della sua power unit.
Vettel ha chiuso quinto, davanti all'ex compagno di scuderia Kimi Räikkönen, mentre l'altro ferrarista Leclerc è nono, penalizzato da problemi al cambio. Il monegasco è stato anche autore di un testacoda. Anche Alexander Albon e Antonio Giovinazzi sono stati autori di errori simili.
Anche nella terza sessione Hamilton è il pilota più rapido, con un miglioramento non significativo rispetto ai tempi del venerdì, pur in presenza di un minore vento sul tracciato. Alle spalle del britannico, con un distacco di un paio di decimi, si posiziona Vettel, che commette anche un errore nel suo giro più veloce. Il tedesco precede di due decimi il compagno di team, Leclerc. Alle spalle delle due Ferrari si sono posizionate altre due vetture motorizzate dalla casa italiana, le Haas di Romain Grosjean e Kevin Magnussen. L'altro pilota della Mercedes, Bottas, chiude col settimo tempo, preceduto anche da Pierre Gasly. Verstappen ha chiuso nono, dopo che gli è stato sostituito il telaio, prima delle libere del sabato, per un problema al serbatoio. Hanno continuato a presentare problemi le Williams, con Robert Kubica che tocca le barriere al momento di un rientro ai box. La McLaren è stata multata di 5 000 euro per aver rimandato in pista Lando Norris al sopraggiungere di Kubica, che è comunque riuscito ad evitare un tamponamento.

### Risultati
Nella prima sessione del venerdì si è avuta questa situazione:
| Pos | Nº | Pilota           | Costruttore | Tempo    | Gap    | Giri |
| --- | -- | ---------------- | ----------- | -------- | ------ | ---- |
| 1   | 44 | Lewis Hamilton   | Mercedes    | 1'23"599 |        | 26   |
| 2   | 5  | Sebastian Vettel | Ferrari     | 1'23"637 | +0"038 | 18   |
| 3   | 16 | Charles Leclerc  | Ferrari     | 1'23"673 | +0"074 | 18   |

Nella seconda sessione del venerdì si è avuta questa situazione:
| Pos | Nº | Pilota          | Costruttore           | Tempo    | Gap    | Giri |
| --- | -- | --------------- | --------------------- | -------- | ------ | ---- |
| 1   | 44 | Lewis Hamilton  | Mercedes              | 1'22"600 |        | 33   |
| 2   | 77 | Valtteri Bottas | Mercedes              | 1'22"648 | +0"048 | 33   |
| 3   | 33 | Max Verstappen  | Red Bull Racing-Honda | 1'23"400 | +0"800 | 33   |

Nella sessione del sabato mattina si è avuta questa situazione:
| Pos | Nº | Pilota           | Costruttore | Tempo    | Gap    | Giri |
| --- | -- | ---------------- | ----------- | -------- | ------ | ---- |
| 1   | 44 | Lewis Hamilton   | Mercedes    | 1'22"292 |        | 12   |
| 2   | 5  | Sebastian Vettel | Ferrari     | 1'22"556 | +0"264 | 12   |
| 3   | 16 | Charles Leclerc  | Ferrari     | 1'22"749 | +0"457 | 12   |

## Qualifiche

### Resoconto
Lando Norris è il primo pilota ad affrontare il tracciato nelle qualifiche. Il tempo del britannico è battuto da Sebastian Vettel, a sua volta preceduto dall'ex compagno di team, Kimi Räikkönen. Vanno poi al comando Antonio Giovinazzi, Charles Leclerc e Daniil Kvjat. L'arrivo in pista delle Mercedes stravolge la graduatoria, con Lewis Hamilton che abbassa il limite a 1'22"681, poi limato dal suo compagno di scuderia, Bottas.
Vettel effettua due giri veloci, con gomme medie, posizionandosi a due decimi da Bottas, dietro a Hamilton. Max Verstappen s'intercala tra Hamilton e Vettel, poco prima che il britannico torni ancora al comando con 1'22"043. I piloti a rischio eliminazione cercano di migliorarsi, e Lando Norris sale fino al terzo posto. Si piazza poi terzo Giovinazzi, mentre Kvjat è quarto. Leclerc riesce addirittura a battere Hamilton, e portarsi al comando.
Vengono eliminati Lance Stroll, Pierre Gasly (che non riesce a effettuare un ultimo tentativo negli istanti finali della sessione), poi Carlos Sainz Jr., che precede le due Williams; Kubica tocca anche un muretto nel finale di sessione.
In Q2, nonostante un piccolo errore di guida, Lewis Hamilton fa segnare 1'21"861. Il tempo è avvicinato da Vettel, ma battuto da Leclerc. Il tempo del monegasco è battuto però dall'altro pilota Mercedes, Valtteri Bottas. Nel tentativo seguente Hamilton abbassa il record del tracciato, in 1'21"014. Più dietro Grosjean è quinto, mentre Norris sale al nono posto. Giovinazzi è solo tredicesimo, Kvjat non si migliora, mentre Daniel Ricciardo è undicesimo. Le due Renault non ottengono un tempo sufficiente per la qualificazione alla fase decisiva, battute da Norris e Pérez. Alexander Albon, Giovinazzi e Kvjat sono ugualmente fuori dalla Q3.
Nella fase decisiva Bottas è capace di scendere sotto il muro del minuto e ventuno (1'20"598), precedendo largamente Hamilton, (che si ferma a 1'21"055). Vettel si piazza a due decimi da Hamilton, mentre Leclerc è di due decimi più lento, a sua volta, da Vettel. Precede Verstappen, autore di un errore di guida all'ultima curva.
Nell'ultimo giro veloce Hamilton scende a 1'20"486 (record della pista), mentre Bottas non è capace di migliorare il suo tempo. Anche le due Ferrari non sono capaci di migliorare il rilievo cronometrico del primo tentativo; Verstappen è invece capace di superare Leclerc, ed entrare in seconda fila. Le due Haas sono sesta e settima, mentre Norris, all'esordio, è ottavo. Per Hamilton è l'ottava pole position sul tracciato australiano. Solo Ayrton Senna nel Gran Premio di San Marino e Michael Schumacher nel Gran Premio del Giappone sono riusciti a ottenere otto pole position per uno stesso gran premio. Per il campione del mondo è il tredicesimo anno di fila con almeno una partenza al palo, appaiando così il record di Schumacher, che ottenne almeno una pole position tra il 1994 e il 2006.
Al termine delle prove la Haas è multata di 5 000 euro per aver rimandato in pista Kevin Magnussen mentre stava impegnando la corsia dei box Sergio Pérez. Il danese non è penalizzato sulla griglia di partenza.

### Risultati
Nella sessione di qualifica si è avuta questa situazione:
| Pos                         | Nº | Pilota             | Costruttore               | Q1       | Q2       | Q3       | Griglia |
| --------------------------- | -- | ------------------ | ------------------------- | -------- | -------- | -------- | ------- |
| 1                           | 44 | Lewis Hamilton     | Mercedes                  | 1'22"043 | 1'21"014 | 1'20"486 | 1       |
| 2                           | 77 | Valtteri Bottas    | Mercedes                  | 1'22"367 | 1'21"193 | 1'20"598 | 2       |
| 3                           | 5  | Sebastian Vettel   | Ferrari                   | 1'22"885 | 1'21"912 | 1'21"190 | 3       |
| 4                           | 33 | Max Verstappen     | Red Bull Racing-Honda     | 1'22"876 | 1'21"678 | 1'21"320 | 4       |
| 5                           | 16 | Charles Leclerc    | Ferrari                   | 1'22"017 | 1'21"739 | 1'21"442 | 5       |
| 6                           | 8  | Romain Grosjean    | Haas-Ferrari              | 1'22"959 | 1'21"870 | 1'21"826 | 6       |
| 7                           | 20 | Kevin Magnussen    | Haas-Ferrari              | 1'22"519 | 1'22"221 | 1'22"099 | 7       |
| 8                           | 4  | Lando Norris       | McLaren-Renault           | 1'22"702 | 1'22"423 | 1'22"304 | 8       |
| 9                           | 7  | Kimi Räikkönen     | Alfa Romeo Racing-Ferrari | 1'22"966 | 1'22"349 | 1'22"314 | 9       |
| 10                          | 11 | Sergio Pérez       | Racing Point-BWT Mercedes | 1'22"908 | 1'22"532 | 1'22"781 | 10      |
| 11                          | 27 | Nico Hülkenberg    | Renault                   | 1'22"540 | 1'22"562 | N.D.     | 11      |
| 12                          | 3  | Daniel Ricciardo   | Renault                   | 1'22"921 | 1'22"570 | N.D.     | 12      |
| 13                          | 23 | Alexander Albon    | Scuderia Toro Rosso-Honda | 1'22"757 | 1'22"636 | N.D.     | 13      |
| 14                          | 99 | Antonio Giovinazzi | Alfa Romeo Racing-Ferrari | 1'22"431 | 1'22"714 | N.D.     | 14      |
| 15                          | 26 | Daniil Kvjat       | Scuderia Toro Rosso-Honda | 1'22"511 | 1'22"774 | N.D.     | 15      |
| 16                          | 18 | Lance Stroll       | Racing Point-BWT Mercedes | 1'23"017 | N.D.     | N.D.     | 16      |
| 17                          | 10 | Pierre Gasly       | Red Bull Racing-Honda     | 1'23"020 | N.D.     | N.D.     | 17      |
| 18                          | 55 | Carlos Sainz Jr.   | McLaren-Renault           | 1'23"084 | N.D.     | N.D.     | 18      |
| 19                          | 63 | George Russell     | Williams-Mercedes         | 1'24"360 | N.D.     | N.D.     | 19      |
| 20                          | 88 | Robert Kubica      | Williams-Mercedes         | 1'26"067 | N.D.     | N.D.     | 20      |
| Tempo limite 107%: 1'27"758 |    |                    |                           |          |          |          |         |

In grassetto sono indicate le migliori prestazioni in Q1, Q2 e Q3.

## Gara

### Resoconto
Prima della gara viene osservato un minuto di silenzio per ricordare l'ex direttore di gara Charlie Whiting.
La partenza di Lewis Hamilton non è perfetta, tanto da venir passato da Valtteri Bottas. Il britannico riesce a difendersi da Sebastian Vettel, mentre Charles Leclerc viene passato da Max Verstappen. Più dietro Daniel Ricciardo effettua un'escursione fuori dalla pista, per evitare un contatto, sbattendo però col fondo su un dosso e facendo così rompere l'ala anteriore. Al termine del primo giro l'australiano è costretto ai box, mentre si ferma anche Robert Kubica.
La gara è comandata da Bottas, davanti a Hamilton, Vettel, Verstappen, Leclerc, Kevin Magnussen, Romain Grosjean, Nico Hülkenberg e Kimi Räikkönen. Il finlandese porta il suo vantaggio sul compagno di scuderia a 2"7 secondi già al settimo giro, mentre Vettel è staccato di 5"4. Al decimo giro si ritira Carlos Sainz Jr., col motore in fiamme. Nello stesso giro c'è la sosta per Räikkönen, che passa a gomme di mescola media.
Seguono, due giri dopo, le soste di Hülkenberg e Sergio Pérez, che optano per le gomme hard. Al giro 14 Vettel si ferma, e monta gomme di mescola media. Si ferma, nello stesso giro, anche Magnussen. Hamilton decide di coprirsi dalla strategia del tedesco della Scuderia Ferrari, e si ferma al giro 15, per montare gomme medie. Si ferma anche Grosjean, che però perde dei secondi preziosi al momento del montaggio dell'anteriore sinistra. La classifica è sempre comandata da Bottas, seguito da Verstappen, Leclerc, Hamilton e Vettel.
Al giro 18 Antonio Giovinazzi, nono, è autore di un lungo, che consente a Magnussen e Hülkenberg di passare il pilota dell'Alfa Romeo Racing. Poco dopo Giovinazzi fa passare anche il suo compagno di scuderia, Räikkönen, che gode di gomme più fresche.
Al ventitreesimo giro c'è la sosta per il leader di gara, Valtteri Bottas, che opta per le medie. Va al comando Max Verstappen, mentre Bottas è secondo, davanti a Leclerc, Hamilton e Vettel. L'olandese della Red Bull Racing resiste ancora due giri, prima di fermarsi ai box. Al rientro si trova alle spalle di Vettel. Il monegasco Leclerc si ferma al giro 28. Rientra in gara quinto, alle spalle di Verstappen.
Al giro 30 Bottas comanda con 16"9 secondi di vantaggio su Hamilton, 19"0 su Vettel, 19"4 su Verstappen e 35"0 su Leclerc. Un giro dopo Verstappen, con gomme più fresche ha la meglio su Vettel, conquistando il terzo posto. L'olandese riesce, nei giri successivi a ridurre il gap su Hamilton, mentre Vettel vede ridursi il margine di vantaggio su Leclerc. Nello stesso giro si ritirano Romain Grosjean e Daniel Ricciardo. Al giro 36 c'è la sosta di Pierre Gasly, che era sesto. Il francese rientra in pista alle spalle di Daniil Kvjat, decimo. Il pilota della Red Bull attacca per diversi giri quello della Toro Rosso, senza riuscire però a passarlo.
Max Verstappen rovina il suo inseguimento su Hamilton con un lungo al giro 42, mentre Vettel si lamenta per la perdita di potenza del motore della sua Ferrari. Si crea una bella lotta tra i piloti compresi fra il sesto e undicesimo posto, racchiusi in soli sei secondi.
Bottas, oltre a comandare la gara, è autore anche di diversi giri veloci, che da questa gara assegnano un punto supplementare. Il finlandese decide anche, pur avendo un grosso margine sul secondo, di non fermarsi per una seconda sosta. Verstappen non riesce a impensierire ancora Hamilton, per il secondo posto, mentre Leclerc non attacca Vettel per il quarto.
La classifica rimane immutata nei giri conclusivi e Bottas conquista così la sua quarta vittoria nel mondiale di Formula 1 battendo il compagno di team Hamilton. Per il finlandese è la prima vittoria dal Gran Premio di Abu Dhabi 2017. Bottas ottiene anche il punto supplementare per il giro più veloce. L'ultimo pilota ad aver ottenuto un punto per il giro più veloce era stato Maurice Trintignant nel Gran Premio degli Stati Uniti d'America 1959. Il podio di Verstappen è il primo per la Honda come motorista dal Gran Premio di Gran Bretagna 2008, ottenuto all'epoca da Rubens Barrichello alla guida di una vettura costruita dalla stessa casa nipponica. La Racing Point, grazie a Lance Stroll, ottiene i suoi primi punti iridati da quando utilizza la nuova denominazione. Primi punti anche per i motori BWT-Mercedes, denominazione commerciale dei motori della scuderia britannica. L'Alfa Romeo Racing, grazie a Kimi Räikkönen, riconquista la zona punti, evento che non accadeva dal Gran Premio d'Europa 1984.

### Risultati
I risultati del Gran Premio sono i seguenti:
| Pos | Nº | Pilota             | Costruttore               | Giri | Tempo/Ritiro       | Griglia | Punti |
| --- | -- | ------------------ | ------------------------- | ---- | ------------------ | ------- | ----- |
| 1   | 77 | Valtteri Bottas    | Mercedes                  | 58   | 1h25'27"325        | 2       | 26    |
| 2   | 44 | Lewis Hamilton     | Mercedes                  | 58   | +20"886            | 1       | 18    |
| 3   | 33 | Max Verstappen     | Red Bull Racing-Honda     | 58   | +22"520            | 4       | 15    |
| 4   | 5  | Sebastian Vettel   | Ferrari                   | 58   | +57"109            | 3       | 12    |
| 5   | 16 | Charles Leclerc    | Ferrari                   | 58   | +58"230            | 5       | 10    |
| 6   | 20 | Kevin Magnussen    | Haas-Ferrari              | 58   | +1'27"156          | 7       | 8     |
| 7   | 27 | Nico Hülkenberg    | Renault                   | 57   | +1 giro            | 11      | 6     |
| 8   | 7  | Kimi Räikkönen     | Alfa Romeo Racing-Ferrari | 57   | +1 giro            | 9       | 4     |
| 9   | 18 | Lance Stroll       | Racing Point-BWT Mercedes | 57   | +1 giro            | 16      | 2     |
| 10  | 26 | Daniil Kvjat       | Scuderia Toro Rosso-Honda | 57   | +1 giro            | 15      | 1     |
| 11  | 10 | Pierre Gasly       | Red Bull Racing-Honda     | 57   | +1 giro            | 17      |       |
| 12  | 4  | Lando Norris       | McLaren-Renault           | 57   | +1 giro            | 8       |       |
| 13  | 11 | Sergio Pérez       | Racing Point-BWT Mercedes | 57   | +1 giro            | 10      |       |
| 14  | 23 | Alexander Albon    | Scuderia Toro Rosso-Honda | 57   | +1 giro            | 13      |       |
| 15  | 99 | Antonio Giovinazzi | Alfa Romeo Racing-Ferrari | 57   | +1 giro            | 14      |       |
| 16  | 63 | George Russell     | Williams-Mercedes         | 56   | +2 giri            | 19      |       |
| 17  | 88 | Robert Kubica      | Williams-Mercedes         | 55   | +3 giri            | 20      |       |
| Rit | 8  | Romain Grosjean    | Haas-Ferrari              | 29   | Ruota              | 6       |       |
| Rit | 3  | Daniel Ricciardo   | Renault                   | 28   | Danni da incidente | 12      |       |
| Rit | 55 | Carlos Sainz Jr.   | McLaren-Renault           | 9    | Motore             | 18      |       |

Valtteri Bottas riceve un punto addizionale per aver segnato il giro più veloce della gara.

## Classifiche mondiali

### Piloti
| Pos | Pilota           | Punti |
| --- | ---------------- | ----- |
| 1   | Valtteri Bottas  | 26    |
| 2   | Lewis Hamilton   | 18    |
| 3   | Max Verstappen   | 15    |
| 4   | Sebastian Vettel | 12    |
| 5   | Charles Leclerc  | 10    |
| 6   | Kevin Magnussen  | 8     |
| 7   | Nico Hülkenberg  | 6     |
| 8   | Kimi Räikkönen   | 4     |
| 9   | Lance Stroll     | 2     |
| 10  | Daniil Kvjat     | 1     |

### Costruttori
| Pos | Costruttore               | Punti |
| --- | ------------------------- | ----- |
| 1   | Mercedes                  | 44    |
| 2   | Ferrari                   | 22    |
| 3   | Red Bull Racing-Honda     | 15    |
| 4   | Haas-Ferrari              | 8     |
| 5   | Renault                   | 6     |
| 6   | Alfa Romeo Racing-Ferrari | 4     |
| 7   | Racing Point-BWT Mercedes | 2     |
| 8   | Scuderia Toro Rosso-Honda | 1     |